# Vulkanologie

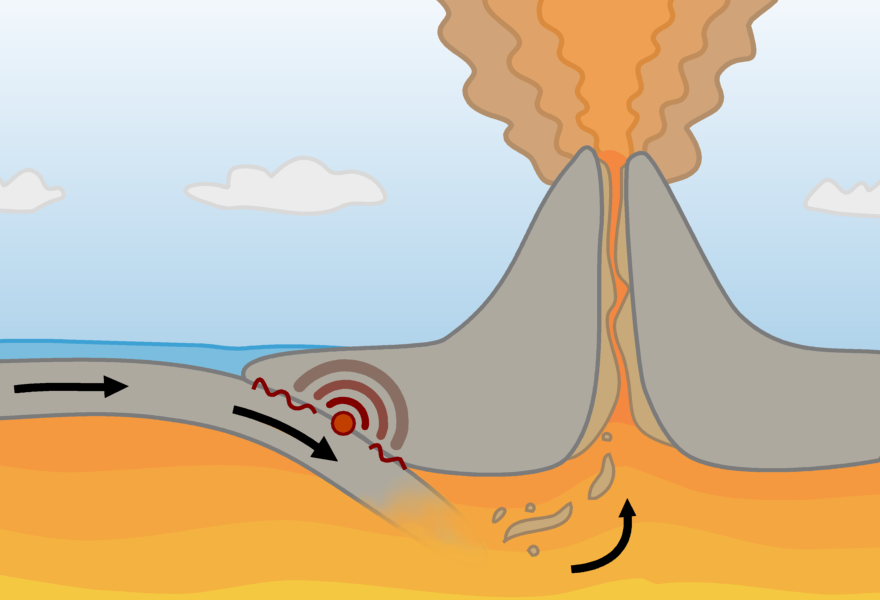
Vulkaanuitbarsting

De vulkanologie is die richting van de aardwetenschappen die zich bezighoudt met de studie van alle vormen van vulkanisme.
Het vakgebied van de vulkanologie, de studie van magmatische gesteenten (= ontstaan uit een magma) omvat twee hoofdtakken; de intrusieve gesteenten (= magmatische gesteenten die onder het aardoppervlak ontstaan) en de extrusieve gesteenten (= magmatische gesteenten die aan het aardoppervlak ontstaan).
Voorbeelden van extrusief magmatische gesteenten: basalt, obsidiaan (vulkanisch glas) en ryoliet. Intrusieve magmatische gesteenten: gabbro engraniet.
Het uiterlijk van magmatische gesteenten wordt bepaald door:
- de hoeveelheid (fractie) SiO2, oftewel of het gesteente een mafische of felsische samenstelling heeft.
- de snelheid van het afkoelen. Als een magma of lava langzaam afkoelt, kunnen kristallen groter worden. Bij zeer snel afkoelen kan zich glas vormen.

## Doel
Een voornaam doel van de vulkanologie is om te komen tot verbeterde voorspellingen van het tijdstip en de hevigheid waarmee een vulkaan kan uitbarsten. Daarbij wordt onder andere gebruikgemaakt van een instrument uit de seismologie, nl. de seismometer. Een andere methode is het observeren van het aardoppervlak vanuit de ruimte. Een ophanden zijnde uitbarsting kan zich daardoor verraden dat door de verhoogde onderaardse druk het aardoppervlak zich enigszins uitstulpt.
Bodemkunde · Biogeografie · Biogeologie · Fysische geografie · Geoarcheologie · Geochemie · Geodesie · Geofysica · Geomorfologie · Geologie · Glaciologie · Hydrografie · Hydrologie · Klimatologie · Limnologie · Meteorologie · Mijnbouwkunde · Mineralogie · Oceanografie · Paleo-oceanografie · Paleoklimatologie · Paleontologie · Sedimentologie · Seismologie · Speleologie · Stratigrafie · Vulkanologie